# Les Aquanautes
Les Aquanautes est une série de bande dessinée de science-fiction écrite par Joël Parnotte, dessinée par Vincent Mallié et mise en couleurs par Delphine Rieu. Ses cinq volumes ont été publiés entre 2000 et 2006 par Soleil.

## Synopsis
L'intrigue se déroule dans les fonds abyssaux de l'Océan Atlantique Nord, au centre d'une station scientifique appelée le Physalia. Les géologues et les militaires s'y côtoient dans un climat très lourd. Rapidement des meurtres sont commis, sans qu'on en connaisse le ou les commanditaires. Tout cela tourne autour de la découverte d'un conteneur retrouvé à la suite du "chavirage" du Diodon, un cargo cubain, dont on ignore le contenu. Une histoire d'amour naît également entre les deux personnages principaux que sont Nando et Micky.

## Les personnages
- Nando Mc Rae : géologue
- Zarko : chef de projet sur Physalia. Il est un ancien agents (nageur de combat) d'une unité des services secrets européens spécialisée dans la lutte anti-terroristes. Il a commencé des études de géologie sous-marine en Angleterre avant de les poursuivre aux États-Unis où il a obtenu son diplôme.
- Micky Moore : amie de Nando. On apprend à la fin du 4e tome qu'elle est enceinte de lui.
- Samir Naha
- Helliot Crow : un agent des services secrets européens.
- Patterson
- Burke : soldat
- Lockhart : commandant
- Bean
- Anna Rose : ex-femme de Nando. Elle fait son apparition dans le 5e et dernier tome de la série (Les Otages).

## Lieux
- Physalia : site de recherche sous-marine situé dans l'Océan Atlantique Nord.
- Diodon : navire contenant un conteneur mystérieux. Celui-ci renferme en fait un coquillage préhistorique capable de vivre sans photosynthèse (une sorte de vie extra-terrestre). Avant d'être coulé il prenait la direction de Rotterdam où il devait être testé par des chercheurs européens.

## Albums
- Les Aquanautes, Soleil :

1. Physilia, 2000  (ISBN 2-84565-029-9)[1].
2. Le Container, 2001  (ISBN 2-84565-141-4).
3. L'Alliance, 2002  (ISBN 2-84565-313-1).
4. Le Diodon, 2004  (ISBN 2-84565-916-4)[2].
5. Les Otages, 2006  (ISBN 2-84946-488-0)[3].

- Les Aquanautes (tomes 1 à 3), Soleil, coll. « La Preuve par 3 », 2002  (ISBN 2-84565-379-4).
- Les Aquanautes : L'Intégrale, Soleil, 2010  (ISBN 978-2-302-01444-2).